# Wu Bixian
Wu Bixian, född 7 december 1913, var en friidrottare från Kina. Han deltog vid olympiska sommarspelen 1936.